# Championnat de Saint-Marin de football 2018-2019
Navigation
Saison 2017-2018 Saison 2019-2020
La saison 2018-2019 du championnat saint-marinais de football est la trente-quatrième édition de la première division saint-marinaise. Les quinze clubs participants répartis en deux groupes affrontent à deux reprises les équipes de leur groupe et une fois celle de l'autre groupe, les trois premiers de chaque groupe se retrouvent en playoffs pour se disputer la victoire finale.
Deux places du championnat sont qualificatives pour les compétitions européennes, la troisième place revenant au vainqueur de la Coupe de Saint-Marin de football.

## Équipes participantes
Légende des couleurs
- Tour préliminaire de la Ligue des champions 2018-2019
- Tour préliminaire de la Ligue Europa 2018-2019

| Club                | Classement 2017-2018           |
| ------------------- | ------------------------------ |
| SP La Fiorita       | Champion Vainqueur de la Coupe |
| SS Folgore/Falciano | Finaliste                      |
| SP Tre Fiori        | Playoffs                       |
| SP Tre Penne        | Playoffs                       |
| AC Libertas         | Playoffs                       |
| FC Domagnano        | Playoffs                       |
| AC Juvenes/Dogana   | 4e Groupe A                    |
| SP Cailungo         | 4e Groupe B                    |
| SS Cosmos           | 5e Groupe A                    |
| SS Virtus           | 5e Groupe B                    |
| SS Pennarossa       | 6e Groupe A                    |
| FC Fiorentino       | 6e Groupe B                    |
| SC Faetano          | 7e Groupe A                    |
| SS Murata           | 7e Groupe B                    |
| SS San Giovanni     | 8e Groupe A                    |

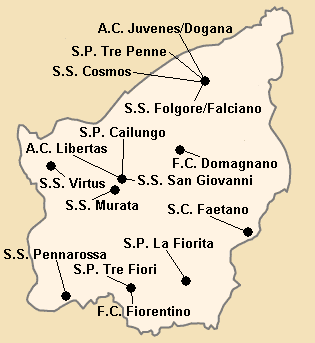
Localisation des clubs engagés dans le championnat.

En raison du peu de nombre de stades se trouvant sur le territoire de Saint-Marin, les matchs sont joués par tirage au sort sur un des six stades suivants :
- Stadio Olimpico (Serravalle)
- Campo di Fiorentino (Fiorentino)
- Campo di Acquaviva (Chiesanuova)
- Campo di Dogana (Serravalle)
- Campo Fonte dell'Ovo (Domagnano)
- Campo di Serravalle (Serravalle)

## Compétition

### Nouveau format
La formule du championnat de Saint-Marin a été complètement révolutionnée et abandonne le système utilisé jusqu'au championnat précédent. La nouvelle formule comprend trois phases: dans la première, les 15 équipes sont divisées en deux groupes (l’une de 8 équipes et l’autre de 7 équipes). Dans cette phase, les équipes joueront dans des matchs sur une manche contre les autres équipes de leur groupe.
À la fin des matches du premier tour, selon les résultats obtenus, les équipes formeront deux groupes définis: dans le 1er groupe participeront les équipes classées dans les 4 premiers des 2 groupes de la première phase, les autres équipes sont placés dans le 2eme groupe. Dans cette seconde phase, les équipes de chaque groupe s'affronteront avec le système classique aller-retour.
À l'issue de cette seconde phase, les 6 premiers classés du groupe 1 et le premier du Groupe 2 entreront dans la phase finale. Les équipes deuxième et troisième du groupe 2 s'affronte dans un match de barrage pour obtenir la dernière place qualificative.
La phase finale est un tournoi à élimination directe. Les quarts de finale et les demi-finales se dérouleront via le système des matchs aller-retour. Il n’y aura pas de prolongations ni de séance de tirs au but : dans le cas où la somme des deux résultats est identique, ce sera l’équipe la mieux classée lors de la phase précédente qui se qualifie. La finale qui décidera du champion de Saint-Marin se jouera en une seule rencontre avec possibilité d'une prolongation et d'une séance de tirs au but. Enfin, un match pour la 3eme place est prévue, elle peut offrir une place en Ligue Europa en fonction des résultats de la Coppa Titano.

### Classement
Les équipes sont classées selon leur nombre de points, lesquels sont répartis comme suit : trois points pour une victoire, un point pour un match nul et zéro point pour une défaite. Pour départager les égalités, les critères suivants sont utilisés :
1. Différence de buts générale
2. Nombre de buts marqués

Si ces critères ne permettent pas de départager les équipes à égalité, celles-ci occupent donc la même place au classement officiel. Si deux équipes sont à égalité parfaite au terme du championnat et que le titre de champion, la qualification à une compétition européenne ou la relégation sont en jeu, les deux équipes doivent se départager au cours d'un match d'appui disputé sur terrain neutre.

### Première phase
Légende des classements
- Équipes placées dans le groupe 1
- Équipes placées dans le groupe 2

| Rang | Équipe              | Pts | J | G | N | P | Bp | Bc | Diff |
| ---- | ------------------- | --- | - | - | - | - | -- | -- | ---- |
| 1    | SP Tre Fiori        | 18  | 7 | 6 | 0 | 1 | 21 | 8  | +13  |
| 2    | SS Folgore/Falciano | 16  | 7 | 5 | 1 | 1 | 18 | 5  | +13  |
| 3    | SS Pennarossa       | 12  | 7 | 4 | 0 | 3 | 9  | 11 | -2   |
| 4    | SS Murata           | 11  | 7 | 3 | 2 | 2 | 11 | 12 | -1   |
| 5    | AC Juvenes/Dogana   | 10  | 7 | 3 | 1 | 3 | 12 | 11 | +1   |
| 6    | SP Tre Penne        | 9   | 7 | 3 | 0 | 4 | 19 | 9  | +10  |
| 7    | SS San Giovanni     | 3   | 7 | 0 | 3 | 4 | 2  | 16 | -14  |
| 8    | SS Virtus           | 1   | 7 | 0 | 1 | 6 | 4  | 24 | -20  |

| Rang | Équipe        | Pts | J | G | N | P | Bp | Bc | Diff |
| ---- | ------------- | --- | - | - | - | - | -- | -- | ---- |
| 1    | SP La Fiorita | 16  | 6 | 5 | 1 | 0 | 14 | 4  | +10  |
| 2    | FC Domagnano  | 13  | 6 | 4 | 1 | 1 | 8  | 3  | +5   |
| 3    | FC Fiorentino | 12  | 6 | 3 | 3 | 0 | 11 | 6  | +5   |
| 4    | AC Libertas   | 8   | 6 | 2 | 2 | 2 | 9  | 11 | -2   |
| 5    | SP Cailungo   | 6   | 6 | 2 | 0 | 4 | 7  | 9  | -2   |
| 6    | SS Cosmos     | 4   | 6 | 1 | 1 | 4 | 9  | 14 | -5   |
| 7    | SC Faetano    | 0   | 6 | 0 | 0 | 6 | 2  | 13 | -11  |

Source : UEFA (mise à jour le 30 janvier 2019)

### Phase régulière
Légende des classements
- Équipes qualifiées pour la phase finale
- Équipes qualifiées pour le barrage d'accession à la phase finale

| Rang | Équipe              | Pts | J  | G  | N | P | Bp | Bc | Diff |
| ---- | ------------------- | --- | -- | -- | - | - | -- | -- | ---- |
| 1    | SP La Fiorita       | 37  | 14 | 12 | 1 | 1 | 48 | 10 | +38  |
| 2    | SP Tre Fiori        | 22  | 14 | 6  | 4 | 4 | 32 | 23 | +9   |
| 3    | SS Folgore/Falciano | 22  | 14 | 6  | 4 | 4 | 23 | 20 | +3   |
| 4    | AC Libertas         | 15  | 14 | 3  | 6 | 5 | 23 | 23 | 0    |
| 5    | FC Fiorentino       | 15  | 14 | 3  | 6 | 5 | 20 | 24 | -4   |
| 6    | SS Murata           | 15  | 14 | 4  | 3 | 7 | 12 | 30 | -18  |
| 7    | SS Pennarossa       | 14  | 14 | 4  | 2 | 8 | 13 | 27 | -14  |
| 8    | FC Domagnano        | 13  | 14 | 3  | 4 | 7 | 21 | 35 | -14  |

| Rang | Équipe            | Pts | J  | G  | N | P  | Bp | Bc | Diff |
| ---- | ----------------- | --- | -- | -- | - | -- | -- | -- | ---- |
| 1    | SP Tre Penne      | 34  | 12 | 11 | 1 | 0  | 34 | 6  | +28  |
| 2    | AC Juvenes/Dogana | 22  | 12 | 6  | 4 | 2  | 27 | 14 | +13  |
| 3    | SS Cosmos         | 18  | 12 | 5  | 3 | 4  | 13 | 14 | -1   |
| 4    | SC Faetano        | 17  | 12 | 5  | 2 | 5  | 24 | 17 | +7   |
| 5    | SP Cailungo       | 17  | 12 | 4  | 5 | 3  | 18 | 21 | -3   |
| 6    | SS San Giovanni   | 8   | 12 | 2  | 2 | 8  | 6  | 22 | -16  |
| 7    | SS Virtus         | 1   | 12 | 0  | 1 | 11 | 9  | 37 | -28  |

### Barrage
| Barrage                     | AC Juvenes/Dogana | 3 - 1 | SS Cosmos |  |
| Mercredi 3 avril 2019 20:45 |                   |       |           |  |

### Phase finale
|  | Quarts de finale                                                                                | Quarts de finale                                                                               | Quarts de finale                                                                               | Quarts de finale                                                                               |               |               | Demi-finales                                                                               | Demi-finales                                                                               | Demi-finales                                                                               | Demi-finales                                                                               |                                                |                                                | Finale                                         | Finale                                         | Finale                                         | Finale                                         |
|  |                                                                                                 |                                                                                                |                                                                                                |                                                                                                |               |               |                                                                                            |                                                                                            |                                                                                            |                                                                                            |                                                |                                                |                                                |                                                |                                                |                                                |
|  | 25 avril et 2 mai 2019,Campo Sportivo di Acquaviva,Acquaviva Stadio Fonte Dell'Ovo,Saint-Marin  | 25 avril et 2 mai 2019,Campo Sportivo di Acquaviva,Acquaviva Stadio Fonte Dell'Ovo,Saint-Marin | 25 avril et 2 mai 2019,Campo Sportivo di Acquaviva,Acquaviva Stadio Fonte Dell'Ovo,Saint-Marin | 25 avril et 2 mai 2019,Campo Sportivo di Acquaviva,Acquaviva Stadio Fonte Dell'Ovo,Saint-Marin |               |               | 11 et 17 mai 2019, Campo Sportivo di Acquaviva,Acquaviva Stadio Fonte Dell'Ovo,Saint-Marin | 11 et 17 mai 2019, Campo Sportivo di Acquaviva,Acquaviva Stadio Fonte Dell'Ovo,Saint-Marin | 11 et 17 mai 2019, Campo Sportivo di Acquaviva,Acquaviva Stadio Fonte Dell'Ovo,Saint-Marin | 11 et 17 mai 2019, Campo Sportivo di Acquaviva,Acquaviva Stadio Fonte Dell'Ovo,Saint-Marin |                                                |                                                | 25 mai 2019, Stadio Fonte Dell'Ovo,Saint-Marin | 25 mai 2019, Stadio Fonte Dell'Ovo,Saint-Marin | 25 mai 2019, Stadio Fonte Dell'Ovo,Saint-Marin | 25 mai 2019, Stadio Fonte Dell'Ovo,Saint-Marin |
|  | 25 avril et 2 mai 2019,Campo Sportivo di Acquaviva,Acquaviva Stadio Fonte Dell'Ovo,Saint-Marin  | 25 avril et 2 mai 2019,Campo Sportivo di Acquaviva,Acquaviva Stadio Fonte Dell'Ovo,Saint-Marin | 25 avril et 2 mai 2019,Campo Sportivo di Acquaviva,Acquaviva Stadio Fonte Dell'Ovo,Saint-Marin | 25 avril et 2 mai 2019,Campo Sportivo di Acquaviva,Acquaviva Stadio Fonte Dell'Ovo,Saint-Marin |               |               | 11 et 17 mai 2019, Campo Sportivo di Acquaviva,Acquaviva Stadio Fonte Dell'Ovo,Saint-Marin | 11 et 17 mai 2019, Campo Sportivo di Acquaviva,Acquaviva Stadio Fonte Dell'Ovo,Saint-Marin | 11 et 17 mai 2019, Campo Sportivo di Acquaviva,Acquaviva Stadio Fonte Dell'Ovo,Saint-Marin | 11 et 17 mai 2019, Campo Sportivo di Acquaviva,Acquaviva Stadio Fonte Dell'Ovo,Saint-Marin |                                                |                                                | 25 mai 2019, Stadio Fonte Dell'Ovo,Saint-Marin | 25 mai 2019, Stadio Fonte Dell'Ovo,Saint-Marin | 25 mai 2019, Stadio Fonte Dell'Ovo,Saint-Marin | 25 mai 2019, Stadio Fonte Dell'Ovo,Saint-Marin |
|  | SP La Fiorita                                                                                   | SP La Fiorita                                                                                  | 1                                                                                              | 5                                                                                              |               |               | 11 et 17 mai 2019, Campo Sportivo di Acquaviva,Acquaviva Stadio Fonte Dell'Ovo,Saint-Marin | 11 et 17 mai 2019, Campo Sportivo di Acquaviva,Acquaviva Stadio Fonte Dell'Ovo,Saint-Marin | 11 et 17 mai 2019, Campo Sportivo di Acquaviva,Acquaviva Stadio Fonte Dell'Ovo,Saint-Marin | 11 et 17 mai 2019, Campo Sportivo di Acquaviva,Acquaviva Stadio Fonte Dell'Ovo,Saint-Marin |                                                |                                                | 25 mai 2019, Stadio Fonte Dell'Ovo,Saint-Marin | 25 mai 2019, Stadio Fonte Dell'Ovo,Saint-Marin | 25 mai 2019, Stadio Fonte Dell'Ovo,Saint-Marin | 25 mai 2019, Stadio Fonte Dell'Ovo,Saint-Marin |
|  | SP La Fiorita                                                                                   | SP La Fiorita                                                                                  | 1                                                                                              | 5                                                                                              |               |               | 11 et 17 mai 2019, Campo Sportivo di Acquaviva,Acquaviva Stadio Fonte Dell'Ovo,Saint-Marin | 11 et 17 mai 2019, Campo Sportivo di Acquaviva,Acquaviva Stadio Fonte Dell'Ovo,Saint-Marin | 11 et 17 mai 2019, Campo Sportivo di Acquaviva,Acquaviva Stadio Fonte Dell'Ovo,Saint-Marin | 11 et 17 mai 2019, Campo Sportivo di Acquaviva,Acquaviva Stadio Fonte Dell'Ovo,Saint-Marin |                                                |                                                | 25 mai 2019, Stadio Fonte Dell'Ovo,Saint-Marin | 25 mai 2019, Stadio Fonte Dell'Ovo,Saint-Marin | 25 mai 2019, Stadio Fonte Dell'Ovo,Saint-Marin | 25 mai 2019, Stadio Fonte Dell'Ovo,Saint-Marin |
|  | AC Juvenes/Dogana                                                                               | AC Juvenes/Dogana                                                                              | 0                                                                                              | 0                                                                                              |               |               | 11 et 17 mai 2019, Campo Sportivo di Acquaviva,Acquaviva Stadio Fonte Dell'Ovo,Saint-Marin | 11 et 17 mai 2019, Campo Sportivo di Acquaviva,Acquaviva Stadio Fonte Dell'Ovo,Saint-Marin | 11 et 17 mai 2019, Campo Sportivo di Acquaviva,Acquaviva Stadio Fonte Dell'Ovo,Saint-Marin | 11 et 17 mai 2019, Campo Sportivo di Acquaviva,Acquaviva Stadio Fonte Dell'Ovo,Saint-Marin |                                                |                                                | 25 mai 2019, Stadio Fonte Dell'Ovo,Saint-Marin | 25 mai 2019, Stadio Fonte Dell'Ovo,Saint-Marin | 25 mai 2019, Stadio Fonte Dell'Ovo,Saint-Marin | 25 mai 2019, Stadio Fonte Dell'Ovo,Saint-Marin |
|  | AC Juvenes/Dogana                                                                               | AC Juvenes/Dogana                                                                              | 0                                                                                              | 0                                                                                              | SP La Fiorita | SP La Fiorita | 1                                                                                          | 4                                                                                          |                                                                                            |                                                                                            |                                                |                                                | 25 mai 2019, Stadio Fonte Dell'Ovo,Saint-Marin | 25 mai 2019, Stadio Fonte Dell'Ovo,Saint-Marin | 25 mai 2019, Stadio Fonte Dell'Ovo,Saint-Marin | 25 mai 2019, Stadio Fonte Dell'Ovo,Saint-Marin |
|  | 26 avril et 3 mai 2019, Stadio Fonte Dell'Ovo,Saint-Marin                                       |                                                                                                |                                                                                                |                                                                                                | SP La Fiorita | SP La Fiorita | 1                                                                                          | 4                                                                                          |                                                                                            |                                                                                            |                                                |                                                | 25 mai 2019, Stadio Fonte Dell'Ovo,Saint-Marin | 25 mai 2019, Stadio Fonte Dell'Ovo,Saint-Marin | 25 mai 2019, Stadio Fonte Dell'Ovo,Saint-Marin | 25 mai 2019, Stadio Fonte Dell'Ovo,Saint-Marin |
|  |                                                                                                 |                                                                                                | AC Libertas                                                                                    | AC Libertas                                                                                    | 0             | 0             |                                                                                            |                                                                                            |                                                                                            |                                                                                            |                                                |                                                | 25 mai 2019, Stadio Fonte Dell'Ovo,Saint-Marin | 25 mai 2019, Stadio Fonte Dell'Ovo,Saint-Marin | 25 mai 2019, Stadio Fonte Dell'Ovo,Saint-Marin | 25 mai 2019, Stadio Fonte Dell'Ovo,Saint-Marin |
|  | AC Libertas                                                                                     | AC Libertas                                                                                    | AC Libertas                                                                                    | AC Libertas                                                                                    | 0             | 0             | 1                                                                                          | 4                                                                                          |                                                                                            |                                                                                            |                                                |                                                | 25 mai 2019, Stadio Fonte Dell'Ovo,Saint-Marin | 25 mai 2019, Stadio Fonte Dell'Ovo,Saint-Marin | 25 mai 2019, Stadio Fonte Dell'Ovo,Saint-Marin | 25 mai 2019, Stadio Fonte Dell'Ovo,Saint-Marin |
|  | AC Libertas                                                                                     | AC Libertas                                                                                    | 12 et 18 mai 2019, Campo Sportivo di Acquaviva,Acquaviva Stadio Fonte Dell'Ovo,Saint-Marin     |                                                                                                |               |               | 1                                                                                          | 4                                                                                          |                                                                                            |                                                                                            |                                                |                                                | 25 mai 2019, Stadio Fonte Dell'Ovo,Saint-Marin | 25 mai 2019, Stadio Fonte Dell'Ovo,Saint-Marin | 25 mai 2019, Stadio Fonte Dell'Ovo,Saint-Marin | 25 mai 2019, Stadio Fonte Dell'Ovo,Saint-Marin |
|  | SS Murata                                                                                       | SS Murata                                                                                      | 0                                                                                              | 0                                                                                              |               |               |                                                                                            |                                                                                            |                                                                                            |                                                                                            |                                                |                                                | 25 mai 2019, Stadio Fonte Dell'Ovo,Saint-Marin | 25 mai 2019, Stadio Fonte Dell'Ovo,Saint-Marin | 25 mai 2019, Stadio Fonte Dell'Ovo,Saint-Marin | 25 mai 2019, Stadio Fonte Dell'Ovo,Saint-Marin |
|  | SS Murata                                                                                       | SS Murata                                                                                      | 0                                                                                              | 0                                                                                              | SP La Fiorita | SP La Fiorita | 1                                                                                          | 1                                                                                          |                                                                                            |                                                                                            |                                                |                                                |                                                |                                                |                                                |                                                |
|  | 27 avril et 4 mai 2019, Stadio Fonte Dell'Ovo,Saint-Marin                                       |                                                                                                |                                                                                                |                                                                                                | SP La Fiorita | SP La Fiorita | 1                                                                                          | 1                                                                                          |                                                                                            |                                                                                            |                                                |                                                |                                                |                                                |                                                |                                                |
|  |                                                                                                 |                                                                                                | SP Tre Penne                                                                                   | SP Tre Penne                                                                                   | 3 ap          | 3 ap          |                                                                                            |                                                                                            |                                                                                            |                                                                                            |                                                |                                                |                                                |                                                |                                                |                                                |
|  | SP Tre Fiori                                                                                    | SP Tre Fiori                                                                                   | SP Tre Penne                                                                                   | SP Tre Penne                                                                                   | 3 ap          | 3 ap          | 2                                                                                          | 1                                                                                          |                                                                                            |                                                                                            |                                                |                                                |                                                |                                                |                                                |                                                |
|  | SP Tre Fiori                                                                                    | SP Tre Fiori                                                                                   |                                                                                                |                                                                                                |               |               |                                                                                            |                                                                                            |                                                                                            |                                                                                            |                                                |                                                |                                                |                                                |                                                |                                                |
|  | FC Fiorentino                                                                                   | FC Fiorentino                                                                                  | 1                                                                                              | 0                                                                                              |               |               |                                                                                            |                                                                                            |                                                                                            |                                                                                            |                                                |                                                |                                                |                                                |                                                |                                                |
|  | FC Fiorentino                                                                                   | FC Fiorentino                                                                                  | 1                                                                                              | 0                                                                                              | SP Tre Fiori  | SP Tre Fiori  | 0                                                                                          | 1                                                                                          | Match pour la troisième place                                                              | Match pour la troisième place                                                              | Match pour la troisième place                  | Match pour la troisième place                  |                                                |                                                |                                                |                                                |
|  | 28 avril et 5 mai 2019, Campo Sportivo di Acquaviva,Acquaviva Stadio Fonte Dell'Ovo,Saint-Marin |                                                                                                |                                                                                                |                                                                                                | SP Tre Fiori  | SP Tre Fiori  | 0                                                                                          | 1                                                                                          | Match pour la troisième place                                                              | Match pour la troisième place                                                              | Match pour la troisième place                  | Match pour la troisième place                  |                                                |                                                |                                                |                                                |
|  |                                                                                                 |                                                                                                | SP Tre Penne                                                                                   | SP Tre Penne                                                                                   | 1             | 2             |                                                                                            |                                                                                            | 24 mai 2019, Stadio Fonte Dell'Ovo,Saint-Marin                                             | 24 mai 2019, Stadio Fonte Dell'Ovo,Saint-Marin                                             | 24 mai 2019, Stadio Fonte Dell'Ovo,Saint-Marin | 24 mai 2019, Stadio Fonte Dell'Ovo,Saint-Marin |                                                |                                                |                                                |                                                |
|  | SP Tre Penne                                                                                    | SP Tre Penne                                                                                   | SP Tre Penne                                                                                   | SP Tre Penne                                                                                   | 1             | 2             | 1                                                                                          | 1                                                                                          | 24 mai 2019, Stadio Fonte Dell'Ovo,Saint-Marin                                             | 24 mai 2019, Stadio Fonte Dell'Ovo,Saint-Marin                                             | 24 mai 2019, Stadio Fonte Dell'Ovo,Saint-Marin | 24 mai 2019, Stadio Fonte Dell'Ovo,Saint-Marin |                                                |                                                |                                                |                                                |
|  | SP Tre Penne                                                                                    | SP Tre Penne                                                                                   |                                                                                                |                                                                                                |               |               |                                                                                            | 1                                                                                          |                                                                                            |                                                                                            | AC Libertas                                    | AC Libertas                                    | 1                                              | 1                                              |                                                |                                                |
|  | SS Folgore/Falciano                                                                             | SS Folgore/Falciano                                                                            | 0                                                                                              | 1                                                                                              |               |               |                                                                                            |                                                                                            |                                                                                            |                                                                                            | AC Libertas                                    | AC Libertas                                    | 1                                              | 1                                              |                                                |                                                |
|  | SS Folgore/Falciano                                                                             | SS Folgore/Falciano                                                                            | 0                                                                                              | 1                                                                                              | SP Tre Fiori  | SP Tre Fiori  | 3                                                                                          | 3                                                                                          |                                                                                            |                                                                                            |                                                |                                                |                                                |                                                |                                                |                                                |
|  |                                                                                                 |                                                                                                |                                                                                                |                                                                                                |               |               |                                                                                            |                                                                                            |                                                                                            |                                                                                            |                                                |                                                |                                                |                                                |                                                |                                                |

( ) = Tirs au but; ap = Après prolongation

#### Places de 5eà 8e
|  | Matchs pour les places 5 à 8                        | Matchs pour les places 5 à 8                       |                        |   | Match pour la 5e place                              | Match pour la 5e place                              |
|  | Matchs pour les places 5 à 8                        | Matchs pour les places 5 à 8                       |                        |   | Match pour la 5e place                              | Match pour la 5e place                              |
|  |                                                     |                                                    |                        |   |                                                     |                                                     |
|  | 10 mai 2019, Campo Sportivo di Acquaviva,Acquaviva  | 10 mai 2019, Campo Sportivo di Acquaviva,Acquaviva |                        |   | 16 mai 2019, Campo sportivo di Domagnano, Domagnano | 16 mai 2019, Campo sportivo di Domagnano, Domagnano |
|  | 10 mai 2019, Campo Sportivo di Acquaviva,Acquaviva  | 10 mai 2019, Campo Sportivo di Acquaviva,Acquaviva |                        |   | 16 mai 2019, Campo sportivo di Domagnano, Domagnano | 16 mai 2019, Campo sportivo di Domagnano, Domagnano |
|  | AC Juvenes/Dogana                                   | 4                                                  |                        |   | 16 mai 2019, Campo sportivo di Domagnano, Domagnano | 16 mai 2019, Campo sportivo di Domagnano, Domagnano |
|  | AC Juvenes/Dogana                                   | 4                                                  |                        |   | 16 mai 2019, Campo sportivo di Domagnano, Domagnano | 16 mai 2019, Campo sportivo di Domagnano, Domagnano |
|  | SS Murata                                           | 0                                                  |                        |   | 16 mai 2019, Campo sportivo di Domagnano, Domagnano | 16 mai 2019, Campo sportivo di Domagnano, Domagnano |
|  | SS Murata                                           | 0                                                  | AC Juvenes/Dogana      | 1 |                                                     |                                                     |
|  | 10 mai 2019, Campo sportivo di Domagnano, Domagnano |                                                    | AC Juvenes/Dogana      | 1 |                                                     |                                                     |
|  |                                                     | SS Folgore/Falciano                                | 0                      |   |                                                     |                                                     |
|  | FC Fiorentino                                       | SS Folgore/Falciano                                | 0                      | 0 |                                                     |                                                     |
|  | FC Fiorentino                                       |                                                    |                        | 0 |                                                     |                                                     |
|  | SS Folgore/Falciano                                 | 4                                                  |                        |   |                                                     |                                                     |
|  | SS Folgore/Falciano                                 | 4                                                  | Match pour la 7e place |   |                                                     |                                                     |
|  |                                                     |                                                    |                        |   |                                                     |                                                     |
|  | 16 mai 2019, Campo Sportivo di Acquaviva,Acquaviva  |                                                    |                        |   |                                                     |                                                     |
|  |                                                     |                                                    |                        |   |                                                     |                                                     |
|  | SS Murata                                           | 3                                                  |                        |   |                                                     |                                                     |
|  | SS Murata                                           | 3                                                  |                        |   |                                                     |                                                     |
|  | FC Fiorentino                                       | 0                                                  |                        |   |                                                     |                                                     |
|  | FC Fiorentino                                       | 0                                                  |                        |   |                                                     |                                                     |

( ) = Tirs au but; ap = Après prolongation

## Bilan de la saison
| Championnat de Saint-Marin de football 2018-2019 |                         |
| Champion                                         | SP Tre Penne (4e titre) |
| Coupes et trophées                               |                         |
| Vainqueur de la Coupe de Saint-Marin 2018-2019   | SP Tre Fiori            |
| Qualifications continentales                     |                         |
| Ligue des champions de l'UEFA 2019-2020          | SP Tre Penne            |
| Ligue Europa 2019-2020                           | SP Tre Fiori            |
| Ligue Europa 2019-2020                           | SP La Fiorita           |
| Promotions et relégations                        |                         |
| Promus en Championnat de Saint-Marin de football | Aucun                   |
| Relégués                                         | Aucun                   |